# スキャンダラスな女/愛と欲望の私生活
『スキャンダラスな女/愛と欲望の私生活』（原題：Inner Sanctum）は、1991年に公開された犯罪ドラマ・エロティック・スリラー映画。出演はタニア・ロバーツ、マーゴ・ヘミングウェイ、ジョセフ・ボトムズ、ヴァレリー・ワイルドマンで、脚本はマーク・トーマス・マギー、監督はフレッド・オーレン・レイが務めた。
65万ドルで製作された本作は、大成功を収め、レイは一連のエロティック・スリラーを製作することになった。
後にフレッド・オーレン・レイ監督は、「『スキャンダラスな女/愛と欲望の私生活』を製作したときは、エロティック・スリラーというものがどういうものかよくわからなかった」と語っている。「自分に何が求められているのかを知るために、映画『蘭の女』を見た（実際には、早送りして見た）」。

## あらすじ
莫大な財産の相続人であるジェニファー・リード（ヴァレリー・ワイルドマン）は、ロサンゼルスで保険代理店を営む夫バクスター（ジョセフ・ボトムズ）が浮気をしていると信じていた。仲直りすることができなかった彼女は、睡眠薬を大量に飲んで、階段から転落してしまう。
数週間後、車いすを使う生活となったジェニファーは、夫が自分と一緒にいてくれないことにさらに嫉妬し、看護師のリン・フォスター（タニア・ロバーツ）の行動を注視するようになる。フォスターは以前、ある患者の在宅介護を担当していた。その患者が謎の死を遂げた後、彼女は妻に先立たれた男と結婚したが、その男もまた謎の死を遂げていた。
ジェニファーは同僚のアンナ・ローリンズ（マーゴ・ヘミングウェイ）とのロマンスを楽しもうとするが、彼女はジェニファーの気持ちに応えようとはしなかった。一方で、バクスターは、彼女が妻のジェニファーを追い出そうとしているのではないかと疑っていた。さらに、ジェニファーは誰かに尾行されていることに気づき、隣人はリンを疑う。さらに、ジェニファーは100万ドルの生命保険に加入していたが、この保険は自殺の場合には支払われず、殺人の場合にのみ支払われるというものだった。

## キャスト
- リン・フォスター - タニア・ロバーツ
- アンナ・ローリンズ - マーゴ・ヘミングウェイ
- バクスター・リード - ジョセフ・ボトムズ（英語版）
- ジェニファー・リード - ヴァレリー・ワイルドマン（英語版）
- ブレット・バクスター・クラーク – ニール・センプル
- モーリーン - スザンヌ・エイジャー
- ワナメーカー中尉 - ジェイ・リチャードソン
- ジェフ・ザイゲル - ウィリアム・バトラー（英語版）
- レヴィ軍曹 - テッド・ニューサム

## 続編
本作の成功により、1994年には続編の『妄想／スキャンダラスな女2』(原題：Inner Sanctum II)が製作された。この作品もフレッド・レイが監督を務め、マイケル・ヌーリー、トレイシー・ブルックス・スウォープ（ジェニファー・リード役）、サンダール・バーグマン、デビッド・ワーナー、マーゴー・ヘミングウェイ（アンナ・ローリンズ役を再演）が出演している。